# آوالانچ (ویسکانسین)
آوالانچ (به انگلیسی: Avalanche) یک منطقهٔ مسکونی در ایالات متحده آمریکا است که در شهرستان ورنن، ویسکانسین واقع شده‌است. آوالانچ ۲۶۰٫۰ متر بالاتر از سطح دریا واقع شده‌است.